# مردم لبنان
جمعیت لبنان از سه گروه اصلی قومی و مذهبی تشکیل شده‌است:
- مسلمانان (شیعه)، (سنی) و (علوی)
- دروزیان
- مسیحیان (اغلب مارونی‌ها، ارتدوکس‌های آنتی اوکیان و ارتدوکس یونانی) (ارامنه حواری) (کاتولیکهای ملکیت یونان).[۲]

از سال ۱۹۳۲ تا به حال هیچ آمارگیری رسمی انجام نشده‌است که حساسیت سیاسی در لبنان در مورد تعادل مذهبی را نشان می‌دهد. با این حال، یک شرکت مستقل نظرسنجی و تحقیقاتی، تخمین می‌زند که ۶۹.۳ درصد از جمعیت شهروندان مسلمان هستند (۳۱.۲درصد سنی،۳۲ درصد شیعه و ۶.۱ درصد علوی و اسماعیلیان ترکیب شده اند). ۳۰.۷ درصد مسیحی ،کاتولیک های مارونی بزرگترین گروه مسیحی (با ۵۲.۵ درصد از جمعیت مسیحی) و پس از آن ارتدوکس یونانی (۲۵درصد از جمعیت مسیحی) هستند.
اقلیت یهود در مرکز بیروت، بیبلس و بمدون زندگی می‌کنند همچنین جمعیت کوچک (کمتر از ۱ درصد) کردها (که به عنوان مهالامی‌ها یا ماردین‌ها نیز شناخته می‌شوند) نیز در لبنان زندگی می‌کنند.
جمعیتی که در لبنان زندگی می‌کنند تا سال ۲۰۲۴ ،۸,۹۹۱,۸۹۲ میلیون نفر هستند. حدود ۱۵ میلیون نفر با تبار لبنانی در جهان زندگی می‌کند که بیشترین آنها در برزیل هستند. همچنین آرژانتین، استرالیا، کانادا، کلمبیا، فرانسه، انگلیس ، مکزیک، ونزوئلا و آمریکا نیز دارای جوامع بزرگ لبنانی هستند.
حدود ۳۶۰۰۰۰ پناهنده فلسطینی از سال ۱۹۴۸ با کمک آژانس امداد سازمان ملل (UNRWA) در لبنان اسم خود را ثبت کرده‌اند،که بر اساس تخمین‌ها از این تعداد ۱۸۰ تا ۲۵۰ هزار نفر در لبنان باقی مانده‌اند.
طبق آمار این تعداد در سال ۲۰۲۳ به ۴۹۰۰۰۰ نفر رسید. با این حال، از آنجایی که ثبت نام در UNRWA داوطلبانه است، همه پناهندگان ثبت نام نمی کنند، یا ممکن است هنگام خروج از لبنان از شمارش حذف نشوند. فلسطینی‌ها بخش مهمی از جمعیت لبنان را تشکیل می‌دهند که بسیاری از آنها به مقام‌های حساس رسیده‌اند اگر چه ممنوعیت‌های دولتی بسیاری علیه آنها اعمال شده‌است. نه تنها فلسطینی‌ها نمی‌توانند در لبنان دارای ملک و املاک باشند بلکه تا سال ۲۰۰۵ حدود ۴۶ شغل وجود داشت که آنها نمی‌توانستند عهده‌دار انجام آنها شوند. در سالهای اخیر ایده اعطای امتیاز شهروندی فلسطنی- لبنان به فلسطینی‌ها مورد بحث بوده‌است. اما این ایده را بسیاری از جوامع لبنانی و فلسطینی رد کرده‌اند.
به طور کلی تنها بخش کوچکی از فلسطینی ها تابعیت لبنان را به دست آورده اند،اکثریت قریب به اتفاق فلسطینی ها بدون تابعیت باقی  مانند و با آنها به عنوان خارجی هایی رفتار می شود که هیچ حق مالکیت دارایی، سرمایه گذاری یا اشتغال ندارند - حداکثر دارای امتیازاتی هستند که توسط یک مجوز پیچیده و طولانی اعطا شده است.
جمعیت شهری که عمدتاً در بیروت و جبل لبنان ساکن هستند از لحاظ تجارت مورد توجه‌اند. ۱۵۰ سال مهاجرت و برگشت به لبنان شبکه‌های تجاری بسیاری را به وجود آورده که شامل آمریکای شمالی و آمریکای جنوبی تا اروپا و خلیج فارس و آفریقا می‌شود. لبنان دارای نیروی کار بسیار با مهارتی است که با کشورهای اروپایی قابل مقایسه‌است بنابراین لبنان در مونتاژ کالاهای اروپایی پیشگام است.
قوانین اجتماعی لبنان این چنین است که فرزندی در یک خانواده به دنیا می‌آید تنها در صورتی به او امتیاز شهروندی لبنان اعطاء می‌شود که دارای پدر لبنانی باشد.

## فرهنگ و هنر مردم لبنان

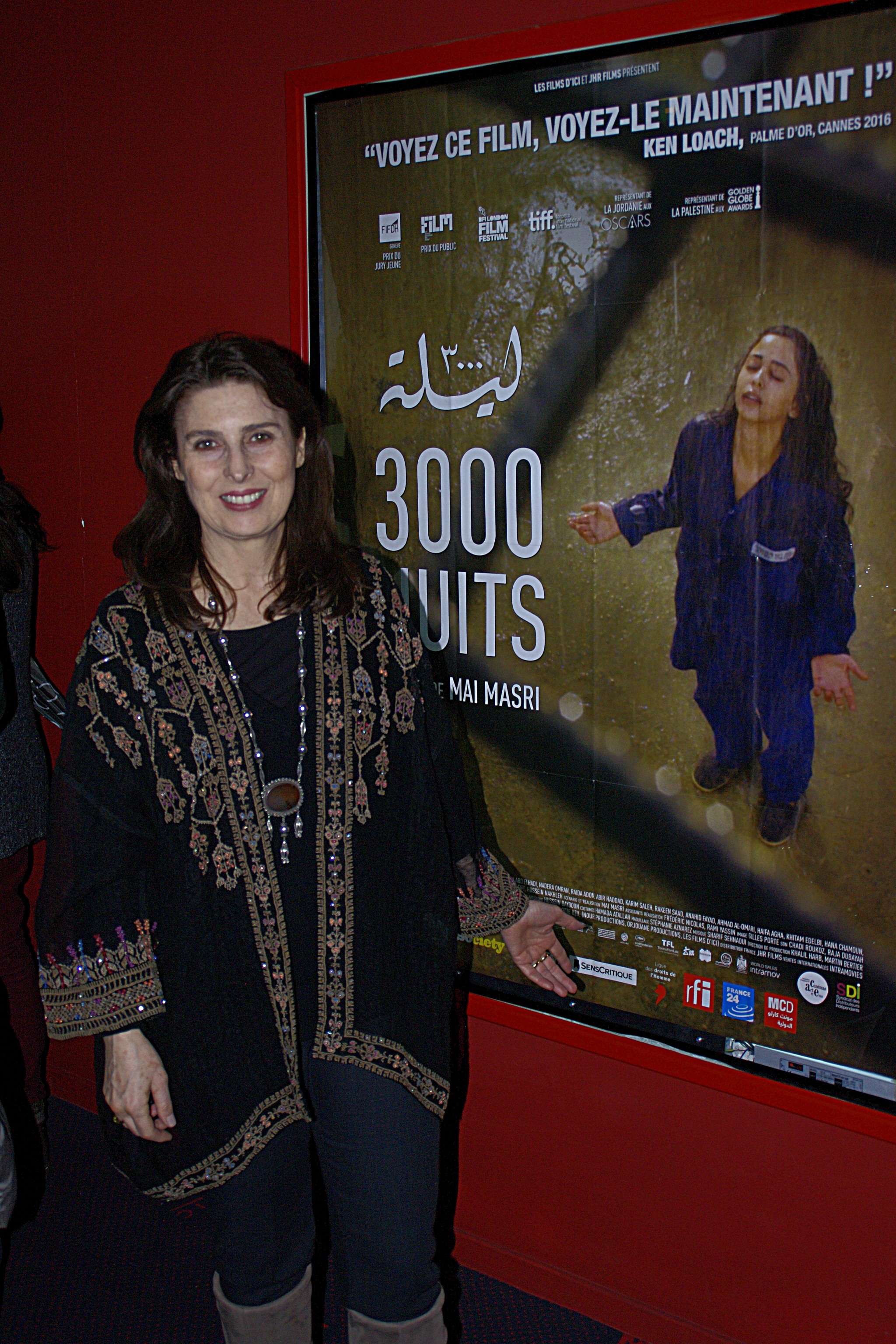
می مصری کارگردان فیلم لبنانی، فوریه ۲۰۱۸‏

امروزه فرهنگ و هنر این ملت در آثار موسیقی آن ظاهر شده‌است که بر دیگر ملل عرب نیز تأثیر گذاشته‌است. خوانندگان مطرح جهان عرب اغلب از لبنان می‌باشند: الیسا، نوال الزغبی، هیفا وهبی، نانسی عجرم، فیروز، راغب علامه.
همچنین نانسی عجرم به عنوان یکی از زیباترین و محبوب ترین سلبریتی ها در میان مردم خاورمیانه شناخته می‌شود
لبنان برای هزاران سال محل عبور تمدن‌های مختلف بوده‌است. پس جای تعجب نیست که این کشور کوچک دارای فرهنگی فوق‌العاده غنی و زنده باشد. وجود گونه‌های بسیار قومی و مذهبی به رسوم پربار موسیقی، آشپزی و جشنهای لبنان کمک بسیاری کرده‌است. مخصوصاً در بیروت دارای هنر غنی است و نمایش‌ها و نمایشگاه‌ها و شوهای مد و کنسرتهای زیادی در طول سال در نگارخانه‌ها، موزه‌ها، تئاترها و اماکن عمومی برگزار می‌شود.
جوان امروز لبنانی اگرچه ظاهری مدرن دارد؛ اما به لبنان متحد همچنان وفادار است. فرهنگ جاری در لبنان تبلوری از فرهنگ چند هزار ساله فینیقی‌ها، یونانی‌ها، آشوری‌ها، ایرانی‌ها، رومی‌ها، اعراب و ترک‌های عثمانی می‌باشد و طی چند دهه اخیر فرهنگ فرانسوی نیز به این مجموعه اضافه گردیده‌است.
جامعه لبنان مدرن، تحصیلکرده و کاملاً قابل مقایسه با جوامع اروپایی مدیترانه است. اکثر لبنانی‌ها دو زبانه هستند و عربی و فرانسه صحبت می‌کنند. به همین دلیل لبنان عضو سازمان بین‌المللی کشورهای فرانسوی زبان است. با این حال زبان انگلیسی مخصوصاً بین دانشجویان لبنانی رایج شده‌است. این کشور نه تنها محل تلاقی مسیحیت با اسلام بلکه دروازه‌ای است که جهان عرب را به اروپا متصل می‌کند.
آموزش عالی در لبنان توسط وزارت فرهنگ و آموزش عالی اداره می شود.لبنان همچنین میزبان دانشگاه‌های معتبر مختلفی همچون دانشگاه لبنان، دانشگاه آمریکایی بیروت، دانشگاه سنت جوزف و دانشگاه آمریکایی لبنان است.
فستیوالهای بین‌المللی مختلفی در لبنان برگزار می‌شوند که هنرمندان پر آوازه جهان و مردم بسیار از لبنان و کشورهای دیگر را به سوی خود جذب می‌کنند. مهم‌ترین آن‌ها فستیوالهای تابستانی در بعلبک، بیت الدین و بیبلوس است.